# Zoey Clark
Zoey Clark (* 25. Oktober 1994 in Aberdeen) ist eine britische Sprinterin, die sich auf den 400-Meter-Lauf spezialisiert.

## Sportliche Laufbahn
Erste Erfahrungen bei internationalen Meisterschaften sammelte Zoey Clark bei den Junioreneuropameisterschaften 2011 im estnischen Tallinn. Dort verhalf sie der britischen 4-mal-400-Meter-Staffel im Vorlauf zum Finaleinzug, wo die Mannschaft dann die Goldmedaille gewinnen konnte. 2015 gewann sie bei den U23-Europameisterschaften ebendort in 3:30,07 min erneut die Goldmedaille mit der britischen Staffel. 2017 qualifizierte sie sich für die Weltmeisterschaften in London und schied dort im Einzelbewerb über 400 Meter mit 51,81 s im Halbfinale aus. Mit der Staffel gewann sie in 3:25,00 min überraschend die Silbermedaille hinter der US-amerikanischen Mannschaft. 2018 belegte sie bei den Hallenweltmeisterschaften in Birmingham in 52,16 s den sechsten Platz und gewann mit der Staffel in 3:29,38 min die Bronzemedaille. Anfang April erfolgte die Teilnahme an den Commonwealth Games im australischen Gold Coast, bei denen sie im Einzelbewerb mit 52,06 s im Halbfinale ausschied und mit der schottischen Mannschaft in 3:29,18 min auf Rang sechs einlief. Im August gewann sie bei den Europameisterschaften in Berlin in 3:27,40 min die Bronzemedaille hinter den Teams aus Polen und Frankreich.
2019 schied sie bei den Halleneuropameisterschaften in Glasgow im Einzelbewerb über 400 Meter mit 53,85 s in der ersten Runde aus und gewann mit der Staffel in 3:29,55 min die Silbermedaille hinter dem Team aus Polen. Bei den World Relays in Yokohama klassierte sie sich in 3:28,96 min auf dem sechsten Platz und bei den Weltmeisterschaften im Oktober in Doha gelange sie mit der Frauenstaffel in 3:23,02 min auf den vierten Platz, wie auch in der Mixed-Staffel in 3:12,27 min. 2021 gewann sie dann bei den Halleneuropameisterschaften in Toruń in 3:28,20 min die Silbermedaille hinter den Niederlanden. Anfang Mai belegte sie bei den World Athletics Relays in Chorzów 3:18,87 min den fünften Platz in der Mixed-Staffel und der Frauenstaffel verhalf sie zum Finaleinzug. Im August startete sie mit der 4-mal-400-Meter-Staffel bei den Olympischen Sommerspielen in Tokio und verhalf der Mannschaft zum Finaleinzug. Auch in der Mixed-Staffel über 4-mal 400 Meter verhalf sie dem Team zum Einzug ins Finale.
2022 schied sie bei den Weltmeisterschaften in Eugene mit der Mixed-Staffel mit 3:14,75 min im Vorlauf aus und anschließend belegte sie bei den Commonwealth Games in Birmingham in 51,90 s den achten Platz über 400 Meter und gewann mit der schottischen 4-mal-400-Meter-Staffel in 3:30,15 min gemeinsam mit Beth Dobbin, Jill Cherry und Nicole Yeargin die Bronzemedaille hinter den Teams aus Kanada und Jamaika. Daraufhin verhalf sie der britischen Staffel bei den Europameisterschaften in München zum Finaleinzug und trug damit zum Gewinn der Bronzemedaille bei.
2017 wurde Clark Britische Meisterin im 400-Meter-Lauf im Freien sowie 2019 in der Halle. Sie absolvierte ein Masterstudium für Chemieingenieurwesen an der University of Aberdeen.

## Persönliche Bestzeiten
- 200 Meter: 23,36 s (0,0 m/s), 16. Juli 2017 in Bromley
  - 200 Meter (Halle): 23,36 s, 22. Januar 2022 in Glasgow
- 400 Meter: 51,22 s, 11. Juni 2022 in Genf
  - 400 Meter (Halle): 52,03 s, 6. Februar 2021 in Glasgow